# Ask, Akershus
Ask este un sat din comuna Gjerdrum, provincia Akershus, Norvegia.